# Jan Kot

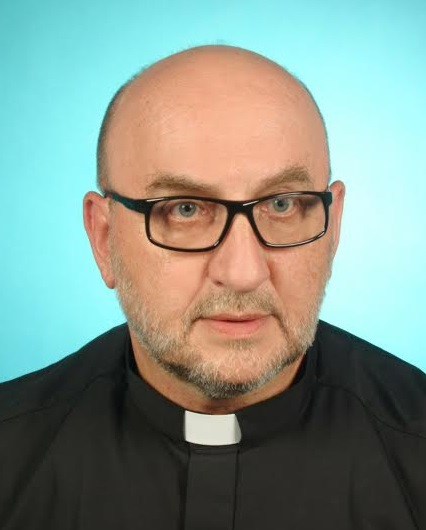
Jan Kot

Jan Kot OMI (* 10. Mai 1962 in Maków Podhalański, Polen) ist ein polnischer Ordensgeistlicher und römisch-katholischer Bischof von Zé Doca.

## Leben
Jan Kot trat der Ordensgemeinschaft der Oblaten bei und legte am 8. September 1986 die ewige Profess ab. Er empfing am 20. Juni 1992 das Sakrament der Priesterweihe.
Am 23. Juli 2014 ernannte ihn Papst Franziskus zum Bischof von Zé Doca. Die Bischofsweihe spendete ihm der Erzbischof von Palmas, Pedro Brito Guimarães, am 18. Oktober desselben Jahres. Mitkonsekratoren waren der Erzbischof von Olinda e Recife, Antônio Fernando Saburido OSB, und sein Amtsvorgänger Carlo Ellena.